# Хрусталёв, Марк Арсеньевич
Хрусталёв Марк Арсеньевич (24 августа 1930 — 11 мая 2010) — кандидат исторических наук, доктор политических наук, профессор Кафедры прикладного анализа международных проблем МГИМО. Был одним из основателей системно-структурной школы политического анализа МГИМО, исследовал международные отношения.

## Биография
Родился в Твери в 1930 году. Окончил Московский институт востоковедения в 1953 году, после чего работал в КГБ. В 1966 году устроился преподавателем в МГИМО.
В 1969 году защитил диссертацию по теме «Армия в социальной структуре современного арабского общества», получив степень кандидата исторических наук (МГИМО). В 1992 году защитил диссертацию по теме «Системное моделирование международных отношений», получив степень доктора политических наук (МГИМО).
С 1975 года работал экспертом в Проблемной научно-исследовательской лаборатории системного анализа, созданной при МГИМО (в дальнейшем — Центр международных исследований МГИМО), которую возглавлял с 1990 по 1998 год.
Основными научными интересами были история и теория международных отношений. Проявился также в исследовании таких сфер как международные конфликты, политика стран Ближнего и Среднего Востока и Центральной Азии, в военно-политическом анализе.
Подготовил ряд учеников, написал университетский курс прикладной теории международных отношений, опубликовал десятки работ. По поручению МИД и органов безопасности готовил аналитические разработки, оставшиеся секретными. В конце жизни М.А. Хрусталёва были опубликованы две его итоговые монографии — «Анализ международных ситуаций и политическая экспертиза» (2008) и «Методология прикладного политического анализа» (2009).

## Выборочная библиография
- Анализ международных ситуаций и политическая экспертиза : учебное пособие для студентов вузов, обучающихся по направлениям подготовки и специальностям "Международные отношения" и "Зарубежное регионоведение" / М. А. Хрусталев ; Московский гос. ин-т международных отношений (ун-т) МИД России. — Москва: Аспект Пресс, 2015.
- Методология прикладного политического анализа : учебное пособие / А. М. Хрусталев ; Московский гос. ин-т междунар. отношений (ун-т) МИД России, Инновационная образовательная прогр. — Москва: Проспект, 2010.
- Международные отношения на Ближнем Востоке : Учеб. пособие / М. А. Хрусталев; Моск. гос. ин-т междунар. отношений (ун-т) МИД России. Каф. междунар. отношений и внешней политики России. — М. : МГИМО ун-т, 2002.
- Очерки теории и политического анализа международных отношений / А. Д. Богатуров, Н. А. Косолапов, М. А. Хрусталев. — М. : Науч.-образоват. форум по междунар. отношениям, 2002.
- Центральная Азия во внешней политике России / Марк Хрусталев. — М. : МГИМО, 1994.
- Системное моделирование международных отношений : автореферат дис. доктора политических наук : 23.00.04 / Моск. гос. ин-т междунар. отношений МИД РФ. — Москва, 1991.
- Современный ислам: политико-идеологические и социально-экономические проблемы : Сб. науч. тр. / Моск. гос. ин-т междунар. отношений, Совет молодых ученых; Под ред. Хрусталева М. А. — М. : МГИМО, 1990.
- Системное моделирование международных отношений : Учеб. пособие / М. А. Хрусталев; Моск. гос. ин-т междунар. отношений. — М. : МГИМО, 1987.
- Основы теории внешней политики государства : Учеб. пособие / М. А. Хрусталев. — М.: УДН, 1984.